# Współczynnik nadmiaru powietrza
Współczynnik nadmiaru powietrza {\displaystyle \lambda } – stosunek rzeczywistej ilości (masy) powietrza, w której spalane jest paliwo, do ilości potrzebnej do całkowitego spalenia paliwa (ilość stechiometryczna). W celu uzyskania całkowitego spalania konieczne jest zwykle doprowadzenie większej ilości powietrza, niż to wynika z równań stechiometrycznych. Dotyczy to szczególnie paliw stałych (np. pył węglowy). Jeśli spalane jest paliwo gazowe lub dobrze odparowane paliwa ciekłe, to ilość powietrza konieczna do uzyskania całkowitego spalania jest niewiele większa od stechiometrycznej.
Stechiometryczną ilość powietrza można obliczyć na podstawie analizy równań reakcji chemicznych zachodzących podczas spalania określonego paliwa. Jeśli powietrza wykorzystywanego do spalania jest więcej od ilości stechiometrycznej, to współczynnik {\displaystyle \lambda } jest większy od 1 (mieszanka uboga), jeśli mniej, to {\displaystyle \lambda <1} (mieszanka bogata).
Silniki o zapłonie iskrowym źle pracują na mieszankach ubogich – podwyższa się temperatura spalin, spalanie jest wydłużone w czasie (przewlekłe) w rosnącej objętości nad tłokiem (spalanie izobaryczne), i wypalać się przy tym mogą przylgnie gniazd zaworowych, nadpaleniu mogą ulec elektrody świecy zapłonowej. Stąd w dawniejszych silnikach z gaźnikiem mieszanka tworzona była raczej w kierunku mieszanki bogatszej, co generowało powstawanie nadmiernej emisji toksycznych spalin i powodowało większe zużycie paliwa.
Natomiast sam współczynnik nadmiaru powietrza nie jest tak istotny w silniku wysokoprężnym – tu zapłon paliwa następuje samoczynnie a silnik cały czas pracuje na mieszance ubogiej. To istotna różnica pomiędzy tymi silnikami. Natomiast duży udział tlenu w masie ładunku sprzyja powstawaniu tlenków azotu, co eliminuje się poprzez układy recyrkulacji spalin.
Współczynnik nadmiaru powietrza zyskał na znaczeniu w technice po wprowadzeniu trójfunkcyjnych katalizatorów stosowanych w samochodach do zmniejszenia emisji toksycznych składników spalin. Do ich prawidłowego działania konieczne jest spalanie stechiometryczne i zachowanie współczynnika {\displaystyle \lambda } w bardzo wąskich granicach, zwykle od 0,997 do 1,003 (w nowoczesnych rozwiązaniach technicznych). Możliwe jest to dzięki zastosowaniu sondy lambda, która jest czujnikiem ilości tlenu w spalinach, i zaawansowanej aparatury wtryskowej benzyny.
Wzór definicyjny:
{\displaystyle \lambda ={\frac {L}{L_{t}}},}
gdzie:
{\displaystyle L} – rzeczywista masa suchego powietrza, w którym następuje spalanie paliwa,
{\displaystyle L_{t}} – teoretyczne zapotrzebowanie na suche powietrze.
Współczynnik nadmiaru powietrza można obliczyć na podstawie składu spalin.
{\displaystyle \lambda ={\frac {21}{21-79{\frac {O_{2}-0{,}5\ CO}{N_{2}}}}},}
gdzie:
{\displaystyle O_{2},} {\displaystyle N_{2},} {\displaystyle CO} – udziały objętościowe związków w spalinach.